# Cylistella cuprea
Cylistella cuprea är en spindelart som först beskrevs av Simon 1864.  Cylistella cuprea ingår i släktet Cylistella och familjen hoppspindlar. Inga underarter finns listade i Catalogue of Life.